# Museo etnografico Oliva Carta Cannas
Il museo etnografico Oliva Carta Cannas è situato nel paese di Aggius, è l'esposizione etnografica museale più grande in Sardegna, un vero “tesoro” dell’Isola, una struttura suggestiva per l’ampiezza degli ambienti espositivi e la particolare cura con cui è stata realizzata, che integra magistralmente la maestosità del granito, con spazi verdi e l’esposizione museale che racchiude in sé tutta la ricchezza della storia, delle tradizioni e della cultura popolare gallurese, dal 1600 ai nostri giorni.